# محمد الباجي بن مامي
محمد الباجي بن مامي ولد في 27 يناير 1950 في تونس العاصمة، هو مؤرخ وسياسي تونسي، وشغل منصب رئيس بلدية تونس بين 2010 و2011.

## السيرة الذاتية

### التكوين
بن مامي متحصل على ليسانس وإجازة في التاريخ من جامعة السوربون، وكذلك متحصل على دكتوراه دولة في التاريخ وعلم الآثار من كلية الآداب بتونس (جامعة تونس).

### المسار المهني
بدأ مساره المهني في المعهد الوطني للآثار والفنون (حاليا المعهد الوطني للتراث) في 1977 وتقلد فيه العديد من المناصب: رئيس مصلحة الآثار الدينية في مدينة تونس (1985-1994)، حافظ الموقع الأثري بسيدي بوسعيد (1987-1994)، رئيس قسم المخزون وبحوث الحضارة الإسلامية (1994)، أمين التراث بمدينة تونس (1992-2002). أصبح بعدها مدير مركز علوم وتقنيات التراث في 2000، ثم مدير عام المعهد الوطني للتراث في 2002.

### المسار السياسي
كان بن مامي نائب في المجلس البلدي لمدينة تونس وعضو ناشط في حزب التجمع الدستوري الديمقراطي بين 1991 و2011. عين في 11 يناير 2010 من قبل رئيس الجمهورية التونسية زين العابدين بن علي في منصب رئيس بلدية تونس. في 8 أبريل 2011، تم تعيين نيابة خصوصية لتعويض الجماعات العمومية المنتخبة تحت حكم بن علي إثر الثورة التونسية، ومنهية بذلك منصب بن مامي على رأس العاصمة.

## المحاكمات
في 19 مايو 2011، صدرت في حقه مذكرة توقيف لدوره في سرقة الآثار لفائدة عائلة الرئيس زين العابدين بن علي وأصهاره.. 

في بداية يناير 2012، إحدى دوائر المحكمة الابتدائية بتونس حكمت عليه بالسجن 4 سنوات بتهمة استغلال شبه موظف لصفته لإستخلاص فائدة لا وجه لها لنفسه أو لغيره أو للإضرار بالإدارة، وذلك بسبب قيامه في 2009 بتسليم قطع أثرية لمحمد صخر الماطري صهر الرئيس زين العابدين بن علي. 

في 26 مارس 2015، قررت الدائرة الجنائية بمحكمة الاستئناف بتونس برفع تحجير السفر عن بن مامي الذي كان قد صدر في حقه سابقا، ولكن دون المس بحكم السجن الذي صدر ضده في السابق.

## التشريفات
- 1996: فارس الوسام الوطني للاستحقاق الثقافي.[2]
- 2000: ضابط الوسام الوطني للاستحقاق الثقافي.[2]

## المؤلفات
- نظرة حول الترب وبعض أماكن الدفن الأخرى بمدينة تونس، تونس العاصمة، 1984.
- أسواق مدينة تونس، تونس العاصمة، 1998.
- جوامع مدينة تونس في العهد العثماني: دراسة تاريخية وفنية ومعمارية، منشورات المعهد الوطني للتراث، تونس العاصمة، 2001.
- مدارس مدينة تونس: من العهد الحفصي إلى العهد الحسيني، القرن السابع إلى القرن الثالث عشر هجري، منشورات المعهد الوطني للتراث، تونس العاصمة، 463 صفحة، 2006.

## مقالات ذات صلة
- رئيس بلدية تونس